# 구니하라촌
구니하라촌(訓原村)은 일본 아이치현 니시카스가이군에 설치되었던 촌이다. 현재의 기타나고야시의 동부에 해당한다.